# آهنگران (بغلان)
اهن‌گاران (به لاتین: Ahangaran) یک منطقهٔ مسکونی در افغانستان است که در ولایت بغلان واقع شده‌است.